# Wanis Kwabebi

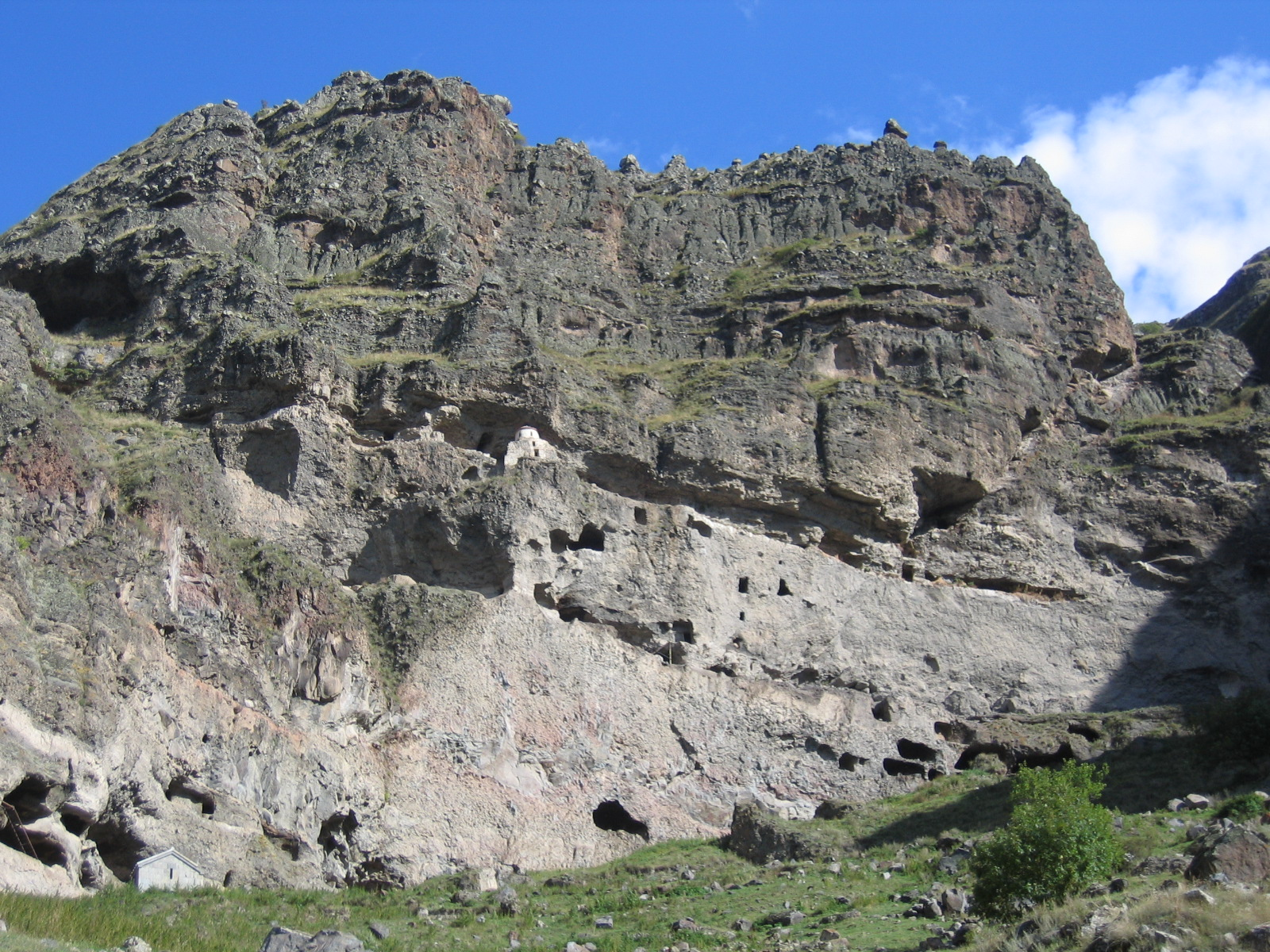
Blick auf die Höhlen

Wanis Kwabebi (georgisch ვანის ქვაბები Wanis Höhlen) ist ein Höhlenkloster im südgeorgischen Bergland in der Provinz Samzche-Dschawachetien nahe Aspindsa und der berühmteren Höhlenstadt Wardsia. Der Komplex wurde im 8. Jahrhundert angelegt und besteht aus einem Schutzwall aus dem Jahre 1204 und einem Tunnellabyrinth, welches auf mehreren Ebenen in der Bergflanke verläuft.
Der Komplex beherbergt außerdem zwei Kirchen. Eine jüngere steinerne Kirche in gutem Zustand befindet sich am Ende des Walls, und eine kleinere, gewölbte Kirche schmiegt sich auf Höhe der höchstgelegenen Tunnel an den Fels.

## Quelle
- Vanis Kvabebi. Abgerufen am 23. November 2010 (englisch).